# Fritz Walden
Fritz Walden, eigentlich Friedrich Cornelius Simon Johann Maria Drobilitsch, auch Simon Drobilitsch, Fritz Drobilitsch-Walden und Franz Drobilitsch,  (* 3. Jänner 1914 in Wien; † 12. September 1992 in Wien) war ein österreichischer Publizist, Autor und Kulturredakteur sowie Film-, Literatur-, Musik- und Theaterkritiker.

## Leben

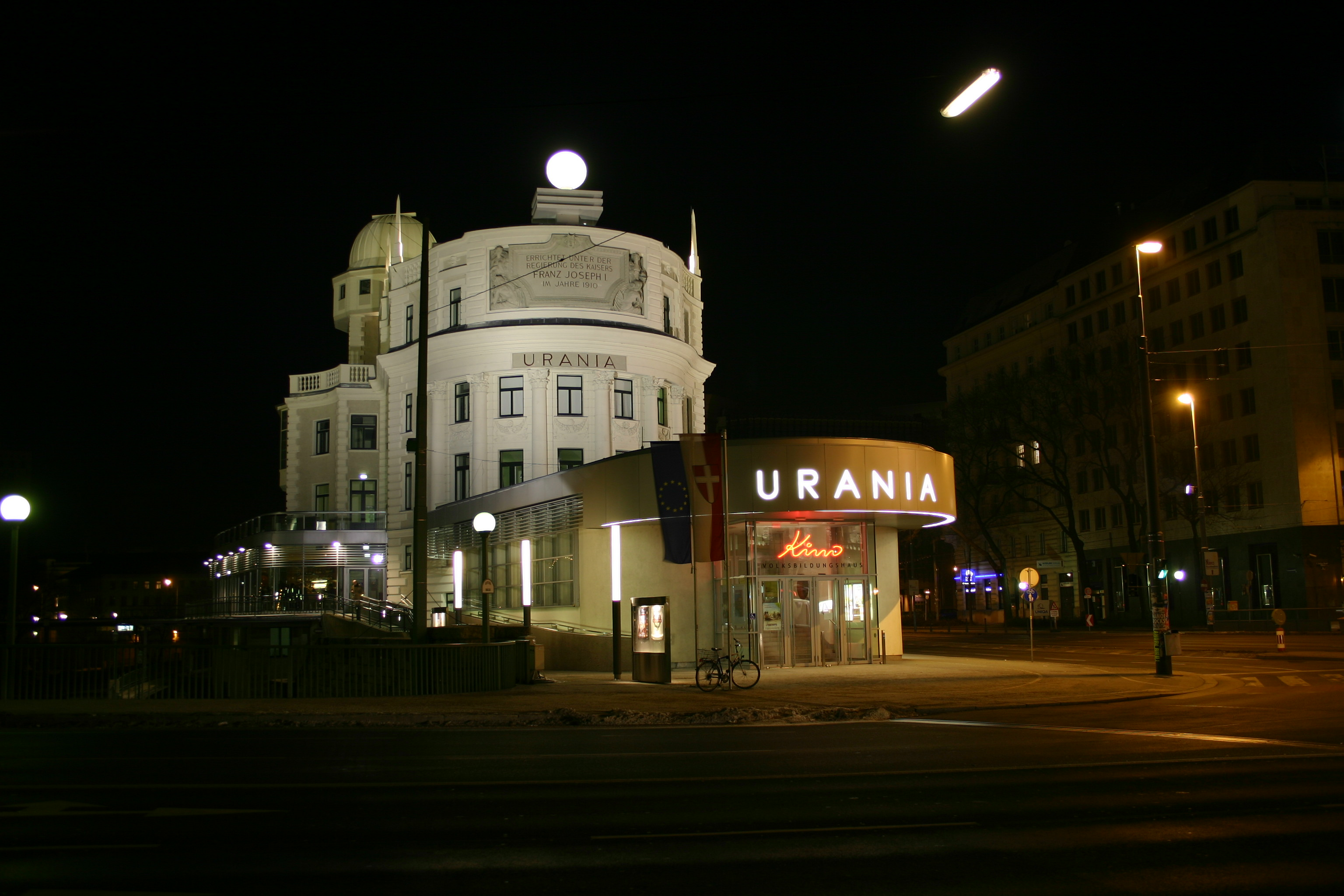
In den 70er Jahren wurde ein Kinosaal in der Wiener Urania Fritz Walden für seinen Filmanalyse-Unterricht an der Filmakademie zur Verfügung gestellt. Hier wurden nun an Samstagvormittagen Filme aus allen Zeiten angesehen und besprochen.

Fritz Walden studierte einige Semester Germanistik. Er war seit den 1950er Jahren Kulturredakteur der Wiener Arbeiter-Zeitung (AZ). Er nahm aktiv am kulturellen Geschehen teil, war 1964 neben Edwin Zbonek ein Gründungsmitglied des Vereins der Wiener Filmfestwochen, welcher die Organisation des Wiener Filmfestivals Viennale, wie es nun genannt wurde, übernahm. Er unterrichtete in den 1970er und 80er Jahren auf der Wiener Filmakademie das Fach Filmanalyse, wurde an internationalen Filmfestivals wie der Berlinale als Juror geholt und gehörte in den 1980er Jahren als Juror-Mitglied dem Filmbeirat der Österreichischen Filmförderung des Unterrichtsministerium an. Daneben war er ein Förderer und Mentor von jungen Wiener Filmschaffenden, die er manchmal auch materiell unterstützte. Durch das erste Schriftinsert im Vorspann des Filmes widmete ihm Mansur Madavi aus Dank seinen Film Notausgang.
Er gehörte einer Generation von Kritikern an, die kein Hehl aus ihrer Leidenschaft für die Filme, Theaterstücke oder Opern machten, die es zu rezensieren gab, und wird auch oftmals in anderen Medien von Kollegen oder in Diplomarbeiten zitiert.
Fritz Walden trat auch in Filmen auf und schrieb Lyrik für zeitgenössische Musik.
Er wurde im Friedhof der Feuerhalle Simmering bestattet.
Aus seiner Ehe mit Margarete stammen zwei Töchter.

## Zitate
„Man soll einen Film nie zum ersten Mal gesehen haben …“

## Publikationen (Auswahl)
Belletristik
- Sindelar. Der „papierene“ Heerführer. Eine Erzählung. Verlag der Zeitschrift Der jugendliche Arbeiter, Wien 1949.
- Als wäre es nie gewesen. Anatomie eines Verrates. Roman. Hans Deutsch Verlag, Wien 1962.

Hörspiel
- Liebhaberbühne. Bearbeitung und Regie: Hans Krendlesberger. Musik: Bert Rudolf. ORF-OÖ 1966.[16]

Sonstige Veröffentlichungen
- Ich gab Euch Zeit! Kleine Lebensgeschichte des großen Sozialreformers Ferdinand Hanusch. Österreichischer Gewerkschaftsbund, Wien 1948 (Jugendschriftenreihe, Heft 4; Biografie).
- Der Kopf des Monats. Ein armer Mann wie Luitpold Stern. Wien 1949 (Biografie).
- Österreichs Film: Eine Chronik der verlorenen Jahre. In: Jacques Hannak (Hrsg.): Bestandaufnahme Österreich. 1945–1963. Forum-Verlag, Wien 1963, S. 438 ff. (Fachaufsatz).
- Der tschechoslowakische Film. Hrsg.: Verband Sozialistischer Studenten Österreichs, Wien 1966 (mit: Antonín J. Liehm, Jean de Baroncelli).